# Церковь Георгия Победоносца в Коломенском
См. также: Церковь Георгия Победоносца в Коломенском (деревянная)
Храм Георгия Победоносца в Коломенском — православный храм в районе Нагатинский Затон города Москвы, на территории музея-заповедника Коломенское. Колокольня храма — памятник русского зодчества середины XVI века.
Приписан к храму Вознесения Господня, входит в состав Патриаршего подворья в Коломенском.

## История
Колокольня современной церкви Георгия Победоносца, по всей видимости, была построена в середине XVI века и вначале относилась к стоящему рядом храму Вознесения. Вероятно, она сменила звонницу, возвышавшуюся над южным крыльцом Вознесенской церкви. Полагают, что в церковь колокольня превратилась в последней четверти XVII века. Имеется документальное упоминание о существовании в Коломенском «каменной колокольницы церкви Вознесения», на которую в 1640 году был повешен благовестный колокол весом в 53 пуда, отлитый по государеву приказу мастером Даниилом Матвеевым. Архитектором колокольни, предположительно, был Петрок Малый Фрязин, который также выстроил и Вознесенскую церковь.
В XVII веке к колокольне была пристроена «палата» и деревянная трапезная. По сведениям русских историков Алексея Корсакова и Юрия Шамурина, церковь Георгия Победоносца была освящена в 1678 году. В 1840—1842 годах деревянные и часть каменных стен церкви были разобраны. На месте деревянной трапезной как пристройка к древней Георгиевской колокольне по проекту Евграфа Тюрина была возведена церковь Святого Георгия Победоносца.
В ходе этой реконструкции облик древних сооружений был значительно искажён. Под штукатурку был срублен весь наружный декор и растёсаны оконные проёмы. С западной стороны была выстроена новая большая кирпичная трапезная. Внутри столпа колокольни было сделано никогда прежде не существовавшее сводчатое перекрытие.

## Храм в XX веке
Работы по восстановлению первоначального облика церкви начались в 1920-х годах по инициативе Петра Барановского. В ходе реставрации были разобраны все поздние пристройки за исключением одноэтажной палаты XVII века. Колокольне в основном вернули первоначальный облик. В годы Великой Отечественной войны реставрация была прервана и завершена в 1966—1967 годах под руководством Николая Свешникова. В трапезной долгое время хранились фонды музея.
В 2000 году после освящения трапезная превратилась в храм Святого Георгия. В 2004—2006 годах в церкви была выявлена созданная в XIX веке сложная калориферная система отопления здания. Тогда же были проведены работы по восстановлению фрагментов масляной живописи. В 2007 году в церкви установлен иконостас.
В храме размещается выставка музея Древний храм Святого Георгия, содержащая иконы, старопечатные книги, рукописные документы, а также образцы лицевого шитья и резьбы по дереву, израцы, архитектурную графику и фотографии XIX—XX веков.

## Архитектура
В облике колокольни видно сильное воздействие ордерных форм итальянского Возрождения. Несмотря на активное использование в качестве декоративного элемента такого чисто русского элемента как кокошник, в формах колокольни и общем строе её декора ощущается близость к архитектуре итальянских кампанил XV — начала XVI веков. «Итальянский след» просматривается и в способе подвески колоколов, типичном для западных звонниц, где раскачивали колокола, а не языки, как это было принято в русской практике.
Двухъярусная круглая в плане башня колокольни перекрыта купольным сводом, стянутым снаружи рёбрами гуртов, и увенчана маленькой главкой. В строгом декоре колокольни сочетаются большой и малый ордеры. Полуциркульные кокошники, завершающие ярусы башни, прекрасно вписываются в общую ренессансную композицию.
Нижний ярус башни обработан ложными арками, окружёнными широкими пилястрами большого ордера и оканчивается антаблементом. Пояс кокошников отделяет нижний ярус от высокого яруса звона, где ложным аркам вторят настоящие арочные проёмы. Верхний ярус заканчивается двумя поясами больших и малых кокошников, окружающими купол колокольни. Первоначальный вход в колокольню, расположенный с северо-западной стороны, обозначен круглым окном-люкарной.